# Australian Defence Force
Der Name Australian Defence Force (ADF, deutsch Australische Verteidigungsstreitkraft), der im Gegensatz zu vielen anderen Ländern im Singular gehalten ist, bezeichnet die Gesamtheit der australischen Teilstreitkräfte Australian Army, Royal Australian Navy und Royal Australian Air Force sowie des seit 2008 einsatzbereiten Special Operations Command. Die ADF hat in den letzten Jahren eine umfassende Modernisierung erfahren und konnte damit zu einer der technisch führenden Streitkräfte der Welt werden. Im Jahre 2020 betrug die Anzahl aktiver Soldaten 59.000.

## Geschichte
Die ADF wird in der Verfassung Australiens aus dem Jahre 1900 ausdrücklich erwähnt. Ab 1901 spielte die Australian Citizens Military Force genannte Reserve eine wichtige Rolle für den Heimatschutz, während die nach der Kriegserklärung Großbritanniens an das Deutsche Kaiserreich 1914 aufgestellte Australian Imperial Force (AIF) in Übersee diente. 1909 hatte die britische Krone bereits entschieden, eine eigene australische Flotte, die Royal Australian Navy aufzustellen. Australien war mit den AIF Teilnehmer in beiden Weltkriegen. Die Royal Australian Air Force wurde aus Vorläufern 1921 gegründet. Im Jahre 1947 wurde ein stehendes Heer in Friedenszeiten nach modernen Bedürfnissen eingerichtet, das die Bedeutung der Citizens Military Force untergrub. Die faktische Gründung der ADF erfolgte erst 1976.

## Rolle in der australischen Außenpolitik
Australien beteiligt sich mit seinem Militär, das das stärkste der ozeanischen Region ist, sowohl an Friedensmissionen als auch an offensiven Einsätzen, zum Beispiel am Krieg in Afghanistan oder der Operation Iraqi Freedom als Teil der Koalition der Willigen. Somit drücken sich Australiens traditionell enge Bindungen zu Großbritannien wie auch zu den Vereinigten Staaten auch in der militärischen Kooperation aus.
Nach dem Ende des Krieges gegen die irakischen Streitkräfte unter Saddam Hussein 2003 zog Australien einen Großteil seiner Truppen ab; 150 australische Soldaten blieben im Land. Zum 31. Juli 2009 wurde auch dieses Kontingent abgezogen. Im Gegensatz dazu waren 2011 noch bis zu 1550 Australier in Afghanistan stationiert.

## Oberbefehl
Die ADF wird im australischen Verfassungsrecht in den Bestimmungen zur Exekutive erwähnt. Artikel 68 des Commonwealth of Australia Constitution Act aus dem Jahre 1900 lautet wie folgt:

„The command in chief of the naval and military forces of the Commonwealth is vested in the Governor-General as the Queen's representative.“

„Der Oberbefehl über die militärischen und maritimen Streitkräfte obliegt dem Generalgouverneur von Australien als Stellvertreter der Königin.“

Eine Luftwaffe findet keine Erwähnung, da eine Verwendung von Flugzeugen für militärische Zwecke damals nicht abzusehen war.
De facto befehligt der australische Verteidigungsminister zusammen mit seinen untergebenen Ministern und Staatssekretären die ADF. Nur bei Entscheidungen, die nach Meinung des Nationalen Sicherheitsrates des australischen Kabinetts von nationaler Bedeutung sind, wird dort beraten.
Nach einer Entscheidungsfindung unterweist der Verteidigungsminister den Generalgouverneur, dem die endgültige Entscheidung obliegt. Dieser folgt aber meist dem Rat. Damit wird die Verfassung de jure erfüllt.

## Aufbau
Die ADF besteht aus Australian Army, Royal Australian Navy und Royal Australian Air Force. Zudem wurde 2008 ein Special Operations Command nach britischem und amerikanischem Vorbild aufgebaut, das den Teilstreitkräften gleichgestellt ist.
Der ADF übergeordnet ist die Australian Defence Organisation, die die ADF sowie alle zivilen Einrichtungen umfasst, die sie unterstützen. Dazu gehören auch die Defence Intelligence Organisation (Aufklärung), die Defence Materiel Organisation, die für die Ausrüstung der ADF zuständig ist, sowie die Defence Science and Technology Organisation, die der ADF in technologischer und wissenschaftlicher Hinsicht zuarbeitet.
Australien wurde 1989 von den USA in die Liste ihrer wichtigsten Verbündeten außerhalb der NATO aufgenommen.